# Ryōsei Kobayashi
Pour les articles homonymes, voir Kobayashi.
Ryōsei Kobayashi (小林 僚生, Kobayashi Ryōsei), né le 28 janvier 1994 à Yokohama, est un joueur professionnel de squash représentant le Japon. Il atteint en janvier 2022 la 55e place mondiale sur le circuit international, son meilleur classement. Il est champion du Japon en 2019.
Sa sœur Misaki Kobayashi est également joueuse professionnelle de squash, championne du Japon à huit reprises.

## Biographie
Il se qualifie pour les championnats du monde 2019-2020 et s'incline au premier tour face à Alan Clyne. Lors des championnats du monde 2020-2021, il devient le premier Japonais à passer un tour.

## Palmarès

### Titres
- Championnats du Japon : 2019